# Ptyssiglottis maxima
Ptyssiglottis maxima är en akantusväxtart som beskrevs av Valet.. Ptyssiglottis maxima ingår i släktet Ptyssiglottis och familjen akantusväxter. Inga underarter finns listade i Catalogue of Life.